# Menachem Lior
Menachem Lior (hebr. מנחם ליאור; przed zmianą nazwiska w Izraelu Menachem Liwer; ur. 5 kwietnia 1928, w Będzinie, zm. 19 lutego 2017 w Tel Awiwie) – żydowski działacz ruchu oporu w czasie II wojny światowej, jeden z nielicznych członków ruchu oporu w getcie będzińskim, któremu udało się przeżyć wojnę, następnie pułkownik armii izraelskiej.

## Życiorys
Pochodził z zamożnej, ortodoksyjnej rodziny żydowskiej Liwerów z Będzina jako syn Dawida i Miriam Kaminer. Przez cztery lata uczęszczał do szkoły podstawowej „Mizrachi” w Będzinie.
W czasie II wojny światowej przebywał w getcie będzińskim. Powstanie w getcie przetrwał wraz z rodziną w przygotowanym wcześniej bunkrze. Następnie pracował wraz z rodzicami  przy uprzątaniu getta. Po przejściu na „aryjską stronę” Liwerowie ukrywali się u polskiej rodziny. Następnie przez Słowację dotarli na Węgry do Budapesztu. Po agresji wojsk niemieckich na Węgry wyjechali w czerwcu 1944 do Rumunii, a stamtąd 17 lipca tegoż roku przybyli do Palestyny, do brytyjskiego obozu dla internowanych, z którego zostali wkrótce uwolnieni. Udali się wtedy do swojej rodziny, do Tel Awiwu. Wówczas jako 16-letni chłopiec został wysłany do kibucu Mishmar HaSharon, gdzie uczył się i pracował. 45 dni spędził wtedy w obozach dla internowanych w Latrun i Rafiach Yam, aresztowany za udział w Haganah, żydowskiej organizacji paramilitarnej w Palestynie. Na początku 1947 przeniósł się do kolejnego kibucu Ma’ale Ha-Chamisza, obok Jerozolimy. Latem 1948, podczas I wojny izraelsko-arabskiej, brał udział w walkach o wyzwolenie Jerozolimy.
W latach 1950–1975 służył w Siłach Powietrznych Izraela, dochodząc do stopnia pułkownika, po czym przeszedł na emeryturę. Później pracował w Uniwersytecie Telawiwskim jako wicedyrektor ds. finansowych oraz ukończył rok studiów na kierunku Business Administration. Od 1977 do 1980 był wicedyrektorem linii lotniczych El Al Israel Airlines, a następnie w okresie 1980–1993 był radnym w Tel Awiwie. Ponadto udzielał się w organizacjach charytatywnych: „Zevet”, „IDF Veterans Association”, „Aguda Leman HaChayal” czy „The Tel Aviv Association for the elderly”.
Od 17 września 2014 był przewodniczącym Światowej Organizacji Żydów Zagłębia (ang. Zaglembie World Organization). Uczestniczył m.in. 4 października 2004 w uroczystościach w Będzinie, podczas których plac znajdujący się niedaleko kamienicy przy ul. Józefa Podsiadły (obecnie ul. Rutki Laskier), gdzie doszło do walk z niemieckim okupantem, otrzymał imię Bohaterów Getta Będzińskiego, a w 2013 w obchodach 70. rocznicy likwidacji getta będzińskiego. Żonaty z Hanką Sholowitch, z którą miał trójkę dzieci (Szmuela, Yael i Rana). Zmarł w Tel Awiwie 19 lutego 2017. Pochowany na cmentarzu w Ramat ha-Szaron.